# Agustín Girón y Aragón
Agustín Pedro Girón y Aragón (Madrid, 30 de setembre de 1843 - 14 d'abril de 1925) fou un aristòcrata i polític espanyol, diputat a les Corts Espanyoles durant la restauració borbònica.

## Biografia
Era fill de Francisco Javier Girón, fundador de la guàrdia civil. En morir el seu germà gran en 1910 va heretar els títols de IV duc d'Ahumada, VII marquès de Las Amarillas, VIII vescomte de Torres de Luzón i III marqués d'Ahumada. En 1870 es casà amb María de los Dolores Armero y Peñalver, Dama Noble de la Reina Maria Lluïsa.
Ingressà a l'exèrcit i arribà al grau de capità d'intendència. A les eleccions generals espanyoles de 1884 fou elegit diputat pel districte de Villena pel Partit Conservador.